# Sasa hayatae
Sasa hayatae är en gräsart som beskrevs av Tomitaro Makino. Sasa hayatae ingår i släktet sasabambu, och familjen gräs. Inga underarter finns listade i Catalogue of Life.